# Ранальдо, Ли
Ли Марк Ранальдо (англ. Lee Mark Ranaldo; род. 3 февраля 1956, Лонг-Айленд, Нью-Йорк) — американский музыкант, композитор, гитарист и вокалист альтернативной рок-группы Sonic Youth. В 2004 журнал Rolling Stone поместил его на 33 место в списке лучших гитаристов всех времён.

## Биография
У него трое сыновей — Коди, Сейдж и Фрей. Он был дважды женат, сначала на Аманде Линн в 1981 году, но позже развелся, далее на художнице-экспериментаторе Лии Сингер.

## Дискография

### Сольные альбомы
- From Here to Infinity (1987)
- A Perfect Day EP (1992)
- Scriptures of the Golden Eternity (1993)
- Broken Circle / Spiral Hill EP (1994)
- East Jesus (1995)
- Clouds (1997)
- Dirty Windows (1999)
- Amarillo Ramp (For Robert Smithson) (2000)
- Outside My Window The City Is Never Silent — A Bestiary (2002)
- Text Of Light (2004)
- Maelstrom From Drift (2008)
- Countless Centuries Fled Into The Distance Like So Many Storms EP (2008)
- Between The Times and the Tides (2012)
- Last Night on Earth (2013)
- Acoustic Dust (2014)
- Electric Trim (2017)
- Names of North End Women (2020)